# لالاسيل (أورن)
لالاسيل هي بلدية في أورن في شمال غرب فرنسا.